# 侯莫陈琼
侯莫陈琼（6世纪—？），复姓侯莫陈氏，本姓刘氏，字世乐，代郡武川镇（今内蒙古自治区呼和浩特市武川县）人，北魏、西魏、北周官员。

## 生平
侯莫陈琼虚龄八岁时父亲去世，他奉养母亲非常孝顺，善于侍奉各位兄长，内外的人没有不敬重他的。侯莫陈琼因军功封灵丘县男，食邑三百户。永熙三年（534年），侯莫陈琼随魏孝武帝元修西入关中，出任宇文泰直荡都督。大统二年（536年），侯莫陈琼升任尚药典御。大统三年（537年），侯莫陈琼出任太子右卫率，进爵为侯。大统七年（541年），侯莫陈琼随独孤信征讨梁仚定，屡次升任北秦州刺史。大统十四年（548年），侯莫陈琼出任车骑大将军、仪同三司。周孝闵帝宇文觉登基，侯莫陈琼进爵武安县公，增加食邑总计二千户，外任郢州刺史。武成二年（560年），侯莫陈琼升任金州总管、六州诸军事、金州刺史。保定元年（561年），侯莫陈琼加大将军。天和四年（569年），侯莫陈琼转任荊州总管、十四州八防诸军事、荊州刺史。天和六年四月庚子（571年6月1日），侯莫陈琼进位柱国，随后进爵周昌郡公。建德二年五月丁丑（573年6月27日），侯莫陈琼出任大宗伯，同年九月戊辰（573年10月16日），侯莫陈琼外任秦州总管。建德四年七月丁丑（575年8月16日），北周出兵征讨北齐，侯莫陈琼随周武帝东征，为后二军总管。侯莫陈琼不久改封修武郡公。大象二年六月戊午（580年7月1日），侯莫陈琼加上柱国，死后谥号恭。

## 家庭

### 父亲
- 侯莫陈敬，一名兴，柱国、幽朔六州诸军事、朔州刺史、清河郡公[1]

### 兄弟姐妹
- 侯莫陈顺，北周柱国、少师、平原郡公
- 侯莫陈崇，北周柱国大将军、大司徒、梁庄闵公
- 侯莫陈凯，隋朝礼部尚书、三巴文公
- 刘氏，嫁北周使持节、大将军、雍州牧、蒲山公李曜